# 856

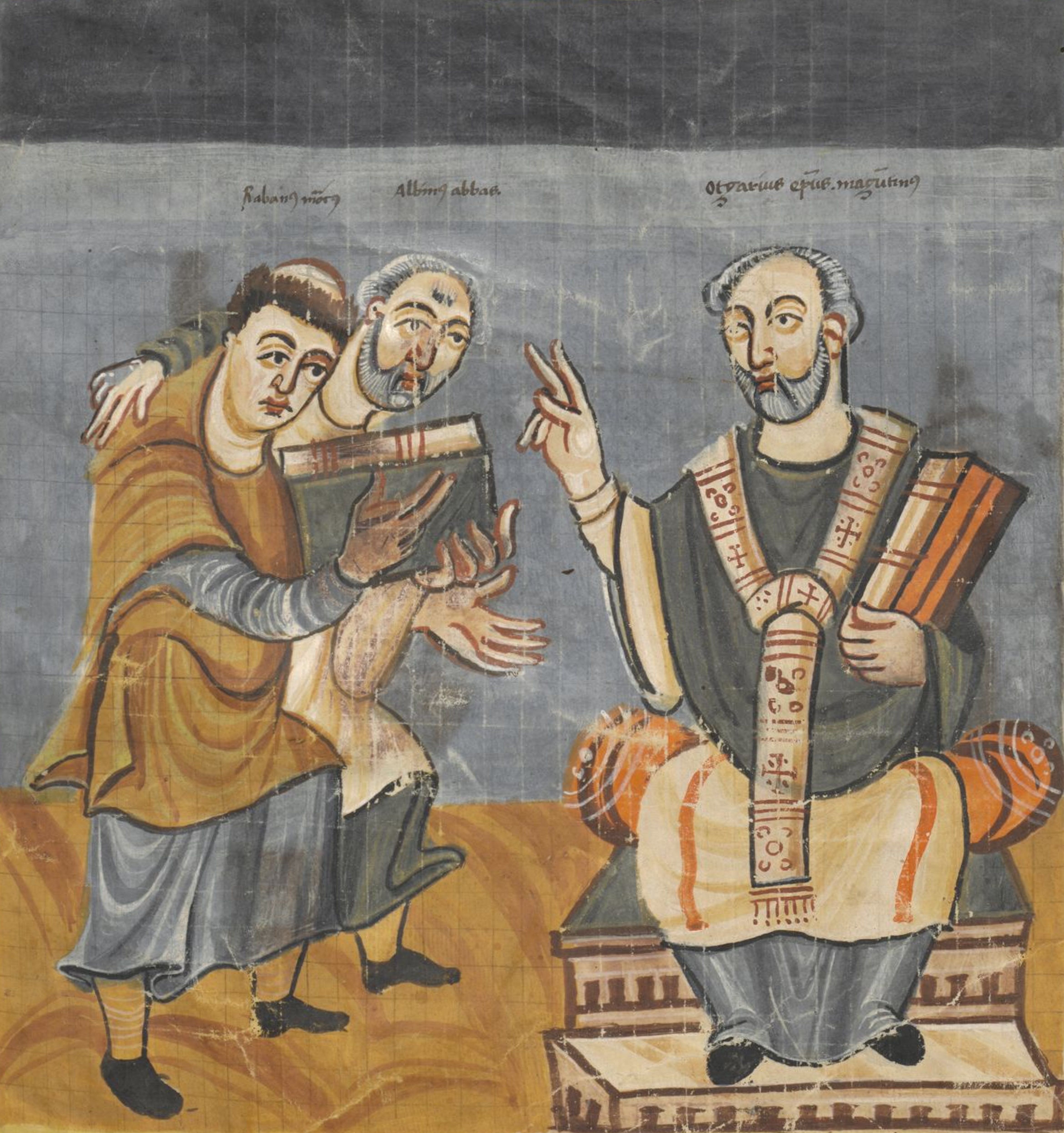
Hrabanus Maurus (links) biedt zijn werk aan bij zijn voorganger Otgar van Mainz

Het jaar 856 is het 56e jaar in de 9e eeuw volgens de christelijke jaartelling.

## Gebeurtenissen

### Brittannië
- 1 oktober - Koning Ethelwulf van Wessex trouwt in Verberie (huidige Hauts-de-France) met de 12-jarige Judith, een dochter van Karel de Kale. Volgens Frankisch gebruik wordt ze gezalfd door aartsbisschop Hincmar en gekroond tot "gemalin van de koning". Het huwelijk is een diplomatieke alliantie tussen Wessex en het West-Frankische Rijk.
- Winter - Ethelbald komt in opstand en neemt met steun van de Angelsaksische adel het koningschap van Wessex over. Hij dwingt zijn vader Ethelwulf (na zijn terugkeer van Rome) tot aftreden. Na onderhandelingen sluit hij een compromis en regeert als medekoning met zijn andere zoon Ethelbert over Kent, Surrey, Sussex en Essex.

### Europa
- Karel de Kale schenkt Erispoë, heerser (hertog) van Bretagne, het Frankische graafschap Maine in ruil voor een bondgenootschap tegen de Vikingen. (waarschijnlijke datum)
- De vestingstad Capua, enkele jaren eerder door de Saracenen verwoest, wordt opnieuw herbouwd. (waarschijnlijke datum)
- Koning Ordoño I van Asturië herovert en hersticht de stad León (Noord-Spanje). (waarschijnlijke datum)

### Lage landen
- 17 augustus - Noordwijk wordt door de Vikingen geplunderd, waarbij pastoor Jeroen wordt vermoord.

### Azië
- De Inscriptie van Śivagŗha, de oudste nog bestaande literaire tekst in het Javaans, wordt opgesteld.

## Religie
- 4 februari - Koning Lodewijk de Duitser benoemt Karel van Aquitanië tot aartsbisschop van Mainz na het overlijden van Hrabanus Maurus.
- Eerste schriftelijke vermeldingen van Kamp-Lintfort en Oud-Empel.

## Geboren
- Hastein, Deens Viking-hoofdman (overleden 895)
- Hedwig van Babenberg, echtgenote van Otto I (waarschijnlijke datum)

## Overleden
- 4 februari - Hrabanus Maurus, Frankisch aartsbisschop
- 17 augustus - Jeroen van Noordwijk, Schots missionaris
- 20 september - Warin, Frankisch abt en missionaris